# Zvonimir Požega
Zvonimir ´Zvonko´ Požega (21. svibnja 1913., Zemun - 4. listopada 1941.), hrvatski nogometaš, nekadašnji igrač Hajduka i jugoslavenski reprezentativac. Igrao je na pozicijama braniča i halfa.

## Igračka karijera
Nogometnu karijeru započeo 1928. g. u sportskom društvu Sparta iz Zemuna. S nepunih 17 godina postaje prvotimac Sparte. Po stupanju u mornaričku podoficirsku školu (smjer zrakoplovstvo) u Divuljama nastupa za sekciju Ratne mornarice, a potom i u trogirskom Slavenu i splitskom Dalmatincu. U Splitskog Hajduka dolazi 1934. ali se vrlo kratko zadržava jer dobiva premještaj u Boku kotorsku. Tamo nastupa za Arsenal iz Tivta i Jugoslaven iz Kotora. Ponovnim premještajem u Split iznova se nalazi u Hajdukovom bijelom dresu, gdje ostvaruje izvrsne igre na pozicijama desnog halfa i centarhalfa. 
Zbog vojnog premještaja u Zemun od 1938. nastupa za Vojvodinu iz Novog Sada.

### Reprezentativna karijera
U to vrijeme igranja za Hajduk Požega dobiva poziv za reprezentaciju. Debitirao je za državni dres 7. svibnja 1939. u prijateljskoj utakmici s Rumunjskom (0:1) na Kupu prijateljskih zemalja. Zadnju reprezentativnu utakmicu odigrao je 4. lipnja 1939. na prijateljskoj utakmici protiv Italije (1:2).

## Tragičan kraj
Požega je kao narednik zrakoplovstva pao sa zrakoplovom u jesen 1940. u Pančevački rit blizu Beograda. Mokar i promrzao, proveo je u močvari cijelu noć. Kao posljedica te kobne noći, obolio je od tzv. galopirajuće tuberkuloze i preminuo godinu dana poslije, u jesen 1941. g. u Zemunu, gdje je i pokopan.